# Апулия и Калабрия
Апулия и Калабрия (на латински: Apuliae, Apuliae et Calabriae) е норманско графство в Пулия, Южна Италия (1042 – 1059).

## История
Образувано е от Вилхелм Желязната ръка († 1046). Разположено е било на територията на Гаргано, Капитаната, Апулия, Кампания и Вултуре.
По-късно става херцогство заедно с Калабрия (Apuliae et Calabriae) (1059 – 1193). Столица на Апулия и Калабрия от 1041 г. е град Мелфи и Салерно от 1077 г.
През 1042 г. Гвемар IV приема титлата херцог на Апулия и Калабрия.

## Владетели

### Графове на Апулия и Калабрия
- 1042 – 1046: Вилхелм Желязната ръка, граф на Мелфи от 1042, син на Танкред дьо Отвил и Муриела
- 1047 – 1051: Дрого, син на Танкред дьо Отвил и Муриела
- 1051 – 1057: Онфроа (Хумфрид), син на Танкред дьо Отвил и Муриела
- 1057 – 1059: Робер Гискар, син на Танкред дьо Отвил и Фресенда

### Херцози на Апулия и Калабрия
- 1059 – 1085: Робер Гискар (1016 – 1085)
- 1085 – 1111: Роже I дьо Отвил (1060/1061 – 1111), брат на Робер Жискар
- 1111 – 1127: Вилхелм II (1095 – 1127), син на Роже I дьо Отвил
- 1127 – 1134: Рожер II (1095 – 1154), граф на Сицилия от 1105, крал на Сицилия от 1130, син на Роже I дьо Отвил
- 1134 – 1148: Рожер III († 1148), син на предния
  - 1137 – 1139: Райнулф Дренго († 1139), граф Алифе, от 1137 г. херцог на Апулия
- 1148 – 1156: Вилхелм I Злия (1126 – 1166), крал на Сицилия от 1154, брат на Роджер III
  - 1156 – 1161: Рожер IV (1152 – 1161), син на предния
- 1182: Боемунд
- 1189 – 1193: Рожер V († 1193), син на Танкред ди Лече, внук на Рожер III